# Listă de filme franceze din 2003
Aceasta este o listă de filme franceze din 2003:
| 2003                            |                               |                                                     |                          |                                                                            |
| Apres Vous (After You)          | Pierre Salvadori              | Daniel Auteuil, José Garcia, Sandrine Kiberlain     | Comedie / Dragoste       | 4 win & 8 nominations                                                      |
| Bon Voyage                      | Jean-Paul Rappeneau           | Isabelle Adjani, Gérard Depardieu, Peter Coyote     | Comedie / Drama          | 1 win & 1 nomination                                                       |
| Cavale                          | Lucas Belvaux                 | Lucas Belvaux, Ornella Muti                         | Thriller                 | 1st of a trilogy                                                           |
| Fear and Trembling              | Alain Corneau                 |                                                     | Comedie                  | 3 wins & 2 nominations                                                     |
| Games of Love and Chance        | Abdel Kechiche                | Osman Elkharraz, Sara Forestier                     | Drama                    | 13 wins & +2 nominations                                                   |
| Haute Tension                   | Alexandre Aja                 | Cécile de France                                    | Crime / Horror           | 4 wins & 3 nominations                                                     |
| Jeux d'enfants                  | Yann Samuell                  | Guillaume Canet, Marion Cotillard                   | Comedy / Drama / Romance | 3 wins & 2 nominations                                                     |
| Kaena: The Prophecy             | Chris Delaporte, Pascal Pinon |                                                     | CG Animation             | 1 win & 1 nomination                                                       |
| Les Côtelettes                  | Bertrand Blier                |                                                     |                          | Entered into the 2003 Cannes Film Festival                                 |
| Little Lili                     | Claude Miller                 |                                                     |                          | Entered into the 2003 Cannes Film Festival                                 |
| Monsieur Ibrahim                | François Dupeyron             | Omar Sharif                                         | Drama                    | Nomin. for Golden Globe, +4 wins, +4 nom.                                  |
| Monsieur N.                     | Antoine de Caunes             | Philippe Torreton                                   | Biography / Drama        | 4 nominations                                                              |
| Nathalie...                     | Anne Fontaine                 | Fanny Ardant, Emmanuelle Béart                      | Drama                    | 2 nominations                                                              |
| Pas sur la bouche               |                               |                                                     |                          |                                                                            |
| Playing 'In the Company of Men' | Arnaud Desplechin             |                                                     |                          | Screened at the 2003 Cannes Film Festival                                  |
| Sole Sisters                    | Pierre Jolivet                | Sandrine Kiberlain                                  | Comedy                   |                                                                            |
| The Story of Marie and Julien   | Jacques Rivette               | Emmanuelle Béart, Jerzy Radziwilowicz, Anne Brochet | Drama, Romance, Mystery  | Shown in competition at the 2003 San Sebastian International Film Festival |
| Swimming Pool                   | François Ozon                 | Charlotte Rampling                                  | Drama / Mystery          | 2 wins & 11 nominations                                                    |
| Tais-toi!                       | Francis Veber                 | Gérard Depardieu, Jean Reno                         | Comedy / Crime           |                                                                            |
| Taxi 3                          | Gérard Krawczyk               | Samy Naceri                                         | Action / Comedy          |                                                                            |
| That Day                        | Raúl Ruiz                     |                                                     |                          | Entered into the 2003 Cannes Film Festival                                 |
| Tiresia                         | Bertrand Bonello              | Laurent Lucas, Clara Choveaux                       | Drama                    | 1 nomination                                                               |
| Les Triplettes de Belleville    | Sylvain Chomet                |                                                     | Animation                | Nominated for 2 Oscars, +15 wins, +18 nom.                                 |
| Twentynine Palms                | Bruno Dumont                  | Yekaterina Golubeva, David Wissak                   | Drama / Horror           | 2 nominations                                                              |
| Who Killed Bambi?               | Gilles Marchand               |                                                     |                          | Screened at the 2003 Cannes Film Festival                                  |